# دولت‌خان (خواجه‌لار)
دولت‌خان (به ترکی استانبولی: Devlethan) یک منطقهٔ مسکونی در ترکیه است که در هوجالار واقع شده‌است.